# TestDisk
TestDisk è un software libero e Open Source che serve per il recupero dei dati e delle partizioni anche se non più avviabili, su diverse piattaforme e file system. È corredato da PhotoRec, altro software per il recupero di file cancellati che, a dispetto del nome, è in grado di riportare alla luce numerosi altri formati, anche non fotografici.
Non ha un'interfaccia grafica perché viene eseguito da terminale ma l'uso del software risulta molto semplice.

## Funzioni
- Riparare la tavola di partizione, recuperando partizioni cancellate
- Recuperare il settore di avvio di una partizione FAT32 dal suo backup
- Ricostruire il settore di avvio di una partizione FAT12/FAT16/FAT32
- Riparare la tabella File Allocation Table (FAT)
- Ricostruire il settore di avvio di una partizione NTFS
- Recuperare il settore di avvio di una partizione NTFS dal suo backup
- Riparare la Master File Table (MFT) da una copia mirror MFT
- Localizzare la copia del SuperBlock di una partizione ext2/ext3
- Recuperare file cancellati da un filesystem FAT, NTFS e ext2
- Copiare file cancellati da una partizione FAT, NTFS e ext2/ext3

## Sistemi Operativi supportati
TestDisk e PhotoRec funzionano con i seguenti sistemi operativi:
- DOS (sia in modalità reale, sia in una finestra dos in Windows 9x),
- Windows (NT4, 2000, XP, 2003, Vista),
- Linux
- FreeBSD, NetBSD, OpenBSD
- SunOS
- MacOS
- OS/2 (non supportato ufficialmente )

## File system supportati
TestDisk può trovare partizioni perse o lavorare su partizioni danneggiate dei seguenti file system :
- BeFS (BeOS)
- BSD disklabel (FreeBSD/OpenBSD/NetBSD)
- CRAMFS, file system compresso
- DOS/Windows FAT12, FAT16 and FAT32
- HFS, HFS+ e HFSX (Hierarchical File System)
- JFS, file system journaled di IBM
- ext2 e ext3 (Linux)
- LUKS (partizione cifrata per Linux)
- Linux RAID md 0.9/1.0/1.1/1.2
  - RAID 1: mirroring
  - RAID 4: striped array with parity device
  - RAID 5: striped array with distributed parity information
  - RAID 6: striped array with distributed dual redundancy information
- Linux Linux Swap (versions 1 and 2)
- LVM and LVM2, Linux Logical Volume Manager
- Mac partition map
- Novell Storage Services
- NTFS (Windows NT/2000/XP/2003/Vista/2008)
- ReiserFS 3.5, 3.6 e 4
- Sun Solaris i386 disklabel
- Unix File System UFS e UFS2 (Sun/BSD/..)
- XFS, HFS+ e HFSX, file system journaled di SGI
- JFS, IBM's Journaled File System
- Wii WBFS
- Sun ZFS